# Grammatostomias
Grammatostomias is een geslacht van straalvinnige vissen uit de familie van Stomiidae. Het geslacht is voor het eerst wetenschappelijk beschreven in 1895 door Goode & Bean.

## Soorten
- Grammatostomias circularis Morrow, 1959
- Grammatostomias dentatus Goode & Bean, 1896
- Grammatostomias flagellibarba Holt & Byrne, 1910